# Plagiogrammales
Ordre
Les Plagiogrammales sont un ordre d'algues de l'embranchement des Bacillariophyta  et de la classe des Bacillariophyceae.

## Liste des familles
Selon AlgaeBase (25 mai 2022) :
- Plagiogrammaceae De Toni, 1890

## Systématique
Le nom correct complet (avec auteur) de ce taxon est Plagiogrammales E.J.Cox, 2015.